# 普夫龙滕
普夫龙滕是德国巴伐利亚州的一个市镇。总面积62.28平方公里，总人口7951人，其中男性3832人，女性4119人（2011年12月31日），人口密度128人/平方公里。

## 友好城市
- 法國 图瓦里